# Саутгејт (Флорида)
Саутгејт (енгл. Southgate) насељено је место без административног статуса у америчкој савезној држави Флорида.

## Демографија
По попису из 2010. године број становника је 7.173, што је 282 (-3,8%) становника мање него 2000. године.
| Група             | 2000.         | 2010.         |
| Белци             | 6.825 (91,5%) | 5.884 (82,0%) |
| Афроамериканци    | 60 (0,8%)     | 117 (1,6%)    |
| Азијати           | 72 (1,0%)     | 120 (1,7%)    |
| Хиспаноамериканци | 426 (5,7%)    | 945 (13,2%)   |
| Укупно            | 7.455         | 7.173         |